# Khris Middleton
James Khristian "Khris" Middleton, född 12 augusti 1991 i Charleston i South Carolina, är en amerikansk professionell basketspelare (SF) som spelar för Washington Wizards i National Basketball Association (NBA). Han har tidigare spelat för Detroit Pistons och Milwaukee Bucks.
Middleton var med och vinna NBA-mästerskapet med Milwaukee Bucks för säsongen 2020–2021.
Han deltog också vid de olympiska sommarspelen 2020 i Tokyo, där han var med och bärgade guldmedalj med det amerikanska basketlandslaget.
Middleton draftades av Detroit Pistons i andra rundan i 2012 års draft som 39:e spelare totalt.
Innan han blev proffs studerade Middleton vid Texas A&M University och spelade för deras idrottsförening Texas A&M Aggies.